# Tom Udall

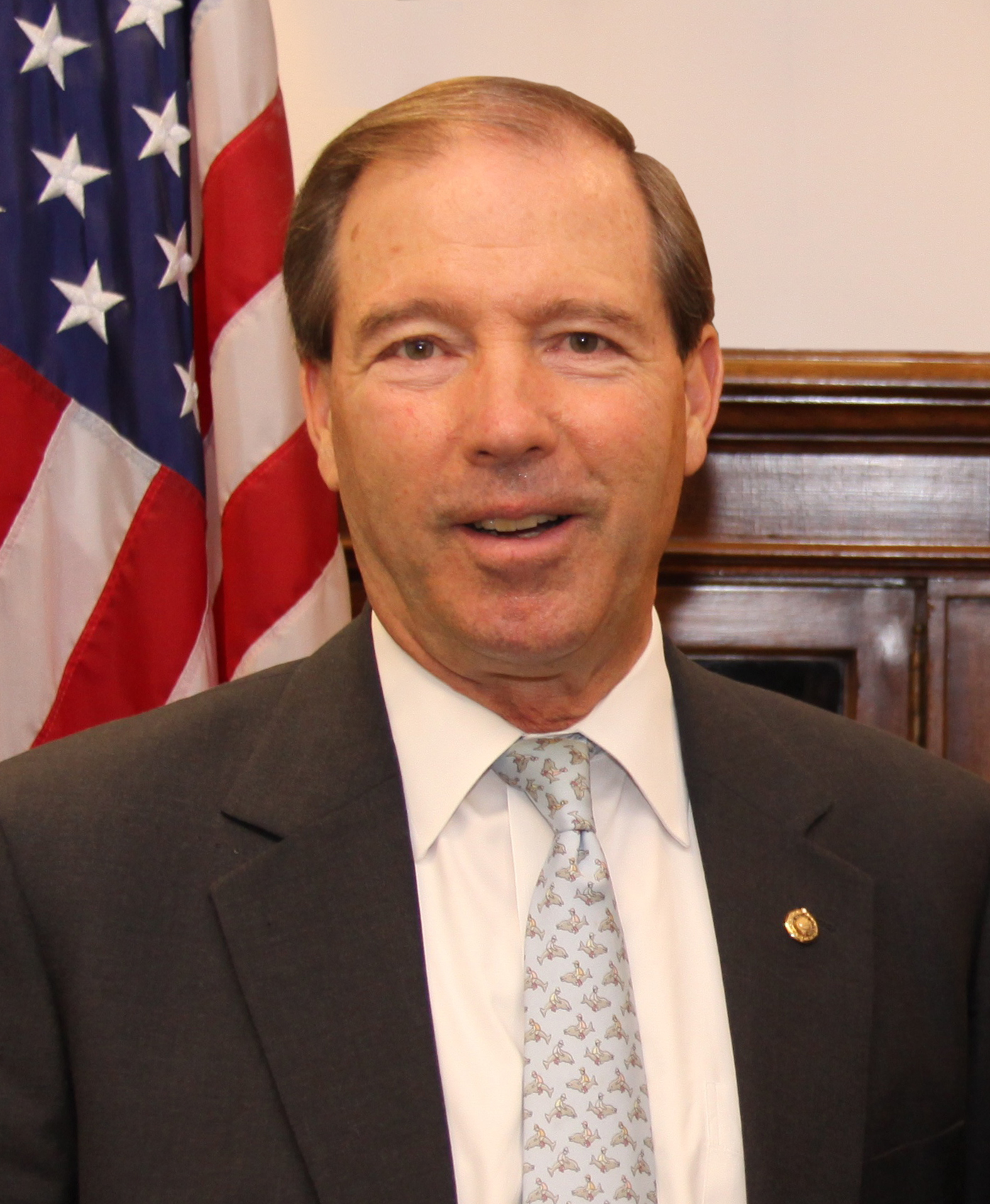
Tom Udall (2011)

Thomas Stewart „Tom“ Udall (* 18. Mai 1948 in Tucson, Arizona) ist ein US-amerikanischer Politiker der Demokratischen Partei. Von 2009 bis 2021 vertrat er den Bundesstaat New Mexico im Senat der Vereinigten Staaten. 
Tom Udall ist der Sohn des früheren US-Innenministers Stewart Udall und Neffe des Kongressabgeordneten Mo Udall, des Vaters des Politikers Mark Udall.
Tom Udall schloss 1970 das College in Prescott ab. Danach studierte er an der University of Cambridge in England und erwarb dort 1975 den Bachelor of Laws. Es folgte der Juris Doctor an der University of New Mexico im Jahr 1977. Danach wurde er stellvertretender Bundesstaatsanwalt für den Distrikt von New Mexico, was er bis 1981 blieb; in der Folge fungierte er als oberster Rechtsberater des Gesundheits- und Umweltministeriums in diesem Staat. Von 1991 bis 1999 war er als Nachfolger von Hal Stratton Attorney General von New Mexico. Ab 1999 vertrat er den 3. Kongresswahlbezirk seines Bundesstaats im US-Repräsentantenhaus, nachdem er bei der Wahl 1998 den republikanischen Mandatsinhaber William T. Redmond mit 53 zu 43 Prozent der Stimmen besiegt hatte. Letztmals wurde er 2006 mit 75 % der Stimmen wiedergewählt.
Im November 2007 gab er seine Kandidatur für den US-Senat bei der Wahl im November 2008 bekannt. Damit traten erstmals zwei Cousins ersten Grades zu Senatswahlen an: Mark Udall bewarb sich gleichzeitig im Nachbarstaat Colorado um den entsprechenden Sitz. Bei der Wahl am 4. November 2008 konnte Udall die Wahl zum US-Senator gegen den Republikaner Steve Pearce gewinnen, sein Mandat trat er gemeinsam mit seinem Cousin Mark – der in Colorado zum Senator gewählt worden war – im Januar 2009 an. Bei der Wahl 2014 wurde er gegen den Republikaner Allen Weh bestätigt.
Udall gehörte im Senat unter anderem dem Handels-, Wissenschafts- und Verkehrsausschuss, dem Umweltausschuss und dem Geschäftsordnungsausschuss an.
Im März 2019 gab Udall als erster Demokrat im Senat bekannt, bei der kommenden Wahl 2020 nicht wieder anzutreten. Sein Mandat endete am 3. Januar 2021.
Am 26. Oktober 2021 wurde Udall vom Senat für das Amt des Botschafters in Neuseeland und Samoa bestätigt.